# Benno von Arcimboldi
Benno von Arcimboldi è un personaggio immaginario del romanzo 2666 di Roberto Bolaño.

## Personaggio
Arcimboldi è lo pseudonimo dello scrittore tedesco Hans Reiter (1920-). Di lui si comincia a parlare nella prima parte del romanzo, "La parte dei critici", come di una misteriosa ed elusiva figura. Dopo aver appreso che recentemente Arcimboldi è stato visto in Messico, tre critici letterari, Jean-Claude Pelletier, Manuel Espinoza, e Liz Norton, viaggiano fino a Santa Teresa (città immaginaria ispirata a Ciudad Juárez) in cerca delle sue tracce. Nonostante non riescano a trovarlo, scoprono che il suo vero nome è Hans Reiter.
Dopodiché di Arcimboldi non si fa più cenno fino alla quinta parte del romanzo, "La parte di Arcimboldi", dove viene narrata la sua storia come un romanzo di formazione a partire dalla sua infanzia in Germania, della sua esperienza come soldato durante la Seconda Guerra Mondiale, della sua relazione con la futura moglie, Ingeborg, e del suo divenire scrittore. Il romanzo si conclude con la sua partenza alla volta del Messico, dove ormai ottantenne, su richiesta di sua sorella, va ad aiutare il nipote imprigionato.